# السياسات والمبادرات التعليمية للاتحاد الأوروبي
يقع التعليم في الاتحاد الأوروبي على مسؤولية الدول الأعضاء فيه ووزارات التعليم لديها؛ في هذا الصدد، تلعب مؤسسات الاتحاد الأوروبي دورًا داعمًا ورقابيًا فقط.
يمول الاتحاد الأوروبي أيضًا البرامج التعليمية والمهنية وبرامج بناء المواطنة التي تشجع مواطني الاتحاد الأوروبي على الاستفادة من الفرص التي يقدمها الاتحاد الأوروبي لمواطنيها للعيش والدراسة والعمل في بلدان أخرى. وأشهر هذه البرامج هو برنامج إيراسموس، الذي شارك بموجبه أكثر من 3,000,000 طالب في التبادل بين الجامعات والتنقل على مدار العشرين عامًا الماضية. منذ عام 2000، وإدراكًا لأهمية التعليم والتدريب لأهدافها الاقتصادية والاجتماعية، بدأت الدول الأعضاء في الاتحاد الأوروبي العمل معًا لتحقيق أهداف محددة في مجال التعليم. من خلال تبادل الأمثلة على ممارسات السياسة الجيدة، من خلال المشاركة في أنشطة التعلم من الأقران، من خلال تحديد المعايير وتتبع التقدم المحرز مقابل المؤشرات الرئيسية، تهدف الدول الأعضاء البالغ عددها 27 دولة إلى الاستجابة بشكل متسق للتحديات المشتركة، مع الحفاظ على سيادتها الفردية في مجال سياسة التعليم. يشار إلى هذه الإستراتيجية ببرنامج التعليم والتدريب 2020 (ET2020)، وهو تحديث لبرنامج التعليم والتدريب 2010. يعد الاتحاد الأوروبي أيضًا شريكًا في العديد من المشاريع الحكومية الدولية، بما في ذلك مشروع بولونيا التي تهدف إلى إنشاء منطقة تعليم عالٍ أوروبية من خلال تنسيق هياكل ومعايير الشهادات الأكاديمية بالإضافة إلى معايير ضمان الجودة الأكاديمية في جميع أنحاء الدول الأعضاء في الاتحاد الأوروبي وفي دول أوروبية أخرى الدول.